# ایزیری ۳۳۴۲
ایزیری ۳۳۴۲ استاندارد «کد تبادل اطلاعات ۸ بیتی فارسی» مصوب اردیبهشت ۱۳۷۲ است که توسط موسسه استاندارد و تحقیقات صنعتی ایران منتشر شده. این استاندارد تلاش دارد راه حلی برای استانداردسازی روشهای گوناگون برخورد با خط فارسی و مشکلات  مبادله اطلاعات در محیطهای هشت‌بیتی ارائه دهد. در این استاندارد از روش تک‌نمادی برای کددهی نویسه‌های فارسی استفاده شده است به این معنی که برای هر یک از حروف و علائم خط فارسی تنها یک کد (ترکیب بیتی) در نظر گرفته شده است.
این استاندارد از نخستین استانداردهایی است که مفاهیم فاصلهٔ مجازی و اتصال مجازی را معرفی می‌کند و بین خط اریب (که از کاربردهای آن جداکردن اعداد تاریخ است) و نشانهٔ ممیز اعشاری تمایز قائل شده. استاندارد ۳۳۴۲ با وجود همهٔ مزایایش نتوانست در بین شرکت‌های نرم‌افزاری مقبولیت کسب کند و تنها در چند برنامه پیاده‌سازی شد. ابهام نویسهٔ همزه یکی از مشکلات این استاندارد بود.